# Doneć
Doneć (ukr. Донець, do 2016 Червоний Донець) – osiedle typu miejskiego w rejonie bałaklijskim obwodu charkowskiego Ukrainy. Leży na prawym brzegu Dońca.
Miejscowość została założona w 1959, do 12 maja 2016 nosiła nazwę Czerwonyj Doneć.
W 1989 liczyła 9653 mieszkańców.
W 2013 liczyła 8997 mieszkańców.